# Матяш Микола Іванович
Матяш Микола Іванович (1890—1949) — український письменник.

## Життєпис
Народився 9 травня 1890 р. в с. Ясковка Полтавської обл. в селянській родині. Помер 1949 р. Закінчив історичний факультет Одеського державного університету (1939). Працював першим директором радянського торгпредства в Афінах (1919—1932), а в дні Другої світової війни — директором середньої школи в Чкаловську. Одночасно був заступником начальника Всеобуча. Друкувався з 1919 р.
Автор збірки оповідань «Квіти на асфальті» тощо, сценаріїв українських фільмів: «Кафе Фанконі» (1928, у співавт.), «Мірабо» (1930, у співавт.).
Був членом Спілки письменників України.